# Эвремейсы
Эвреме́йсы ((фин. äyrämöiset), эвремейсет (от фин. äyrämöiset, äkrämöiset) — устоявшееся русское название, согласно финско-русской практической транскрипции — эурямёйсет) — исчезнувший коренной народ западной части Карельского перешейка. По одной из версий, источником происхождения названия является языческий бог земледелия Экряс (фин. Äkräs), упоминаемый Агриколой.
Часть эвремейсов, переселённая шведской администрацией в XVII веке в Ингерманландию, составила там, наряду с савакотами, основу этногенеза ингерманландских финнов.

## История
Эвремейсы оставались достаточно долго — как в западной части Карельского перешейка, так и позже в Ингерманландии — отдельной группой, имеющей свой диалект, национальный костюм, обычаи, — например, они воздерживались от смешанных браков. Наряду с савакотами, эвремейсы были главной народностью, образовавшей само понятие ингерманландцы. Их представителей можно было отличить друг от друга ещё в 1800-х годах. В Ингерманландию они переселились в XVII веке из западной части Карельского перешейка, прежде всего из уезда Эуряпяя (волость Эуряпяя, фин. Äyräpää) (сейчас Барышево (Ленинградская область), савакоты же переехали из западной части Выборгского лена, из Саво и из восточной части Карельского перешейка.
Эвремейсы считали всех остальных финнов-лютеран, включая савакотов, поздними пришельцами, старались воздерживаться от браков с ними и давали имя савакот всем более поздним переселенцам, происходившим не только из провинции Саво. Если же девушки эвремейсов всё же выходили замуж за савакотов и уходили в их деревни, то старались там носить свою традиционную одежду и сохранять в сознании детей понятие об их особом происхождении по материнской линии. Часть эвремейсов были не лютеранами, а православными, подобно ижоре.
Отличия диалектов и национальных костюмов эвремейсов и савакотов были впервые замечены в 1830-х годах языковедом Андреасом Шёгреном. Географ и статистик Пётр Иванович Кёппен выполнил в 1848 году серию исследований, в которых определил численность эвремейсов в Ингерманландии в 29 242 человека, а савакотов — в 43 080. Места проживания эвремейсов, согласно этому исследованию, были прежде всего сосредоточены в южной части Карельского перешейка: приходы Токсово, Лемпаала, Вуоле (фин. Vuole), а также в южной части Ингерманландии: приходы Каприо, Тюрё, Лииссиля. Вместе с савакотами эвремейсы проживали также в общинах: Туутари, Хиетамяки (с центром в дер. Яльгелево), Скворица, Серепетта (Жеребятки, финско-эстонский приход), Колппана, Коприна и в Инкере (с центром в Войскорово, фин. Kirkonkylä).

## Обычаи
Эвремейсы отличались от савакотов диалектом и женским костюмом. Мужская одежда мало отличалась от одежды местного русского населения. Исследователи финского языка и собиратели национальных традиций описывали эвремейсов по своему характеру как более консервативных и медлительных, чем савакоты, которые были более восприимчивы к принятию новых обычаев. С другой стороны, эвремейсы пытались подражать моде савакотов, которую считали более современной и изящной.
К началу XX века культурные отличия двух народностей исчезли окончательно, как в Финляндии, так и в Ингерманландии. Единственное, что оставалось долго, — это некоторые особенности в языке. Лучше всего эурямёйсские особенности (сохранение kr, kl, интервокального h, отсутствие дифтонгизации aa, ää в первом слоге) сохранились в говорах приходов Сойккола, Каприо, Тюрё.

## Эвремейсы в Ингерманландии
В 1617 году почти непрерывное полувековое противостояние России и Швеции закончилось Столбовским миром, по которому Швеция получила во владение почти всю Корельскую половину Водской пятины, в том числе Ингерманландию и Корельский уезд. Длительные войны значительно уменьшили население на этих землях, где до перехода под власть Швеции проживали карелы (в Корельском уезде), ижора, водь, русские (в Ингерманландии) — все они в основном исповедовали православие. Репрессивная политика шведских властей заставила большую часть православных карел и русских эмигрировать в пределы Русского государства. При содействии шведской администрации, началось заселение опустевших земель поселенцами из исторической Восточной Финляндии, земли Саво — савакотами, и финской Карелии — собственно эвремейсами, затем появились выходцы из других районов Финляндии, которых тоже стали называть савакотами, при этом обе этнические группы изначально придерживались лютеранского вероисповедания.
Диалект эвремейсов в Ингрии был во многом схож с ижорским языком, так как в основе диалекта эвремейсов лежал карельский язык, испытавший некоторое финское влияние, а ижорский язык был близкородствен карельскому.
В Ингерманландии эвремейсы проживали на Карельском перешейке в окрестностях деревни Вартемяги и села Токсово, в районе посёлка Лисино-Корпус, по южному побережью Финского залива от Стрельны до Сойкинского полуострова. В окрестностях Дудергофских высот (в районе посёлка Ропша) расселялись вперемешку с савакотами. Исследователи XIX века относили к эвремейсам ингерманландских финнов Кургальского полуострова и междуречья Луги и Нарвы, которые в наши дни считаются отдельной группой — потомками переселенцев с островов Финского залива. В середине XIX века эвремейсов насчитывалось 29 тысяч человек. На рубеже XIX—XX веков в результате этнической консолидации их групповое самосознание сменилось общефинским. Однако этноним «эвремейсы» оставался в обиходе как минимум до всесоюзной переписи населения 1939 года.

## Фото

Девушки-эвремейсы в национальной одежде
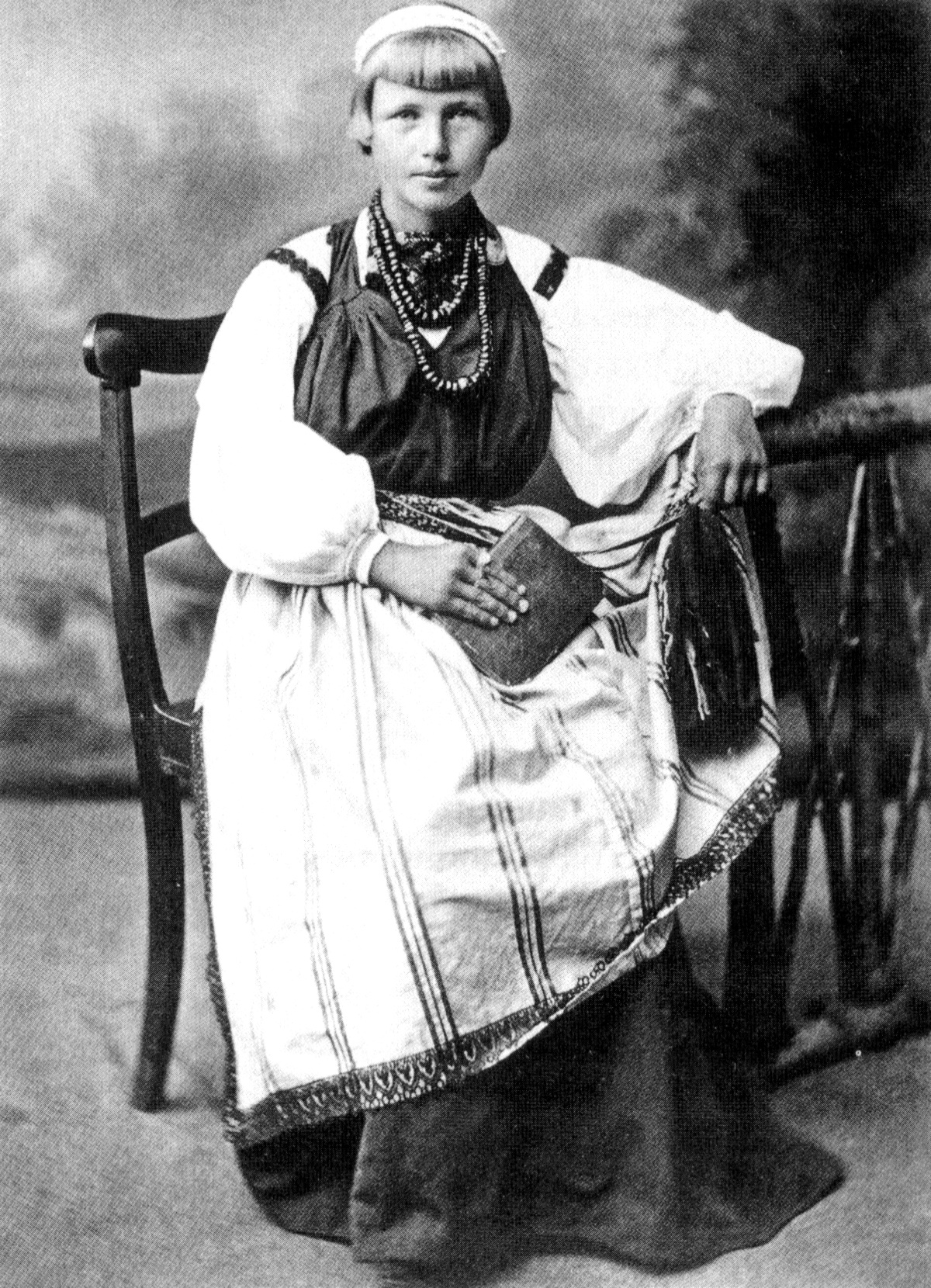
Праздничная одежда девушек-эвремейсов прихода Тюрё